# Sunny (Sängerin)
Sunny (* 15. Mai 1989 im Orange County, Kalifornien, USA), wirklicher Name Susan Soonkyu Lee, ist eine südkoreanische Sängerin, Moderatorin und Mitglied der Band Girls’ Generation.

## Leben
Sunny (써니) wurde am 15. Mai 1989 in den USA geboren. Kurz nach ihrer Geburt zog sie mit ihrer Familie nach Kuwait. Allerdings zogen sie nach dem Ausbruch des 2. Golfkriegs wieder nach Südkorea, wo Sunny in Seoul aufwuchs. Dort schloss sie die Paiwha Girls’ High School ab. Ihr Vater Lee Su-yeong (이수영) arbeitet als Manager. Sie hat zwei ältere Schwestern mit den Namen Eun-gyu und Jin-gyu. Die drei Schwestern haben alle am selben Tag Geburtstag. Außerdem ist sie die Nichte von Lee Soo-man, dem Gründer von S.M. Entertainment.
1998 wurde Sunny Mitglied einer Talentagentur und wurde dort über einige Jahre ausgebildet. Die Agentur wurde allerdings aufgelöst und so sang sie aufgrund eines Vorschlags und einer Empfehlung der Sängerin Ahyoomee (아유미) 2007 bei S.M. Entertainment vor. Noch im selben Jahr wurde sie dort direkt Gründungsmitglied von Girls’ Generation.
Sunny ist ledig.

### Karriere
Abseits ihrer Aktivitäten mit Girls’ Generation moderierte Sunny schon TV- und Radiosendungen und partizipierte an einigen Soundtracks. 2008 trat Sunny in dem Musikvideo zu „Yoriwang“ („요리왕“; „Cooking? Cooking!“) von Super Junior Happy auf.
Vom 3. Februar bis zum 31. Juli 2008 war sie DJ der Radiosendung Cheonbang Jichuk (천방지축, auch Chunji), die dann eingestellt wurde.
Zum Soundtrack der SBS-Sendung Working Mom, der am 8. August 2008 erschien, steuerte Sunny das Lied „I Don't know love“ („사랑을 몰라요“) bei. 2009 Sunny wirkte durch den Titel „Ijeseoya“ („이제서야“) am Soundtrack des Films Story of Wine mit. Im selben Jahr steuerte sie zusammen mit ihrer Bandkollegin Taeyeon das Lied „Sarangingeoryo“ („사랑인걸요“) zum Soundtrack der Dramasoap Heading to the Ground bei.
Ab Ende 2009 bis Juni 2010 gehörte Sunny, wie auch ihre Bandkollegin Yuri, zur Besetzung der Reality-Show Invincible Youth (청춘불패; cheong-chun-bul-pae) des Senders KBS2. In diesem TV-Format betreiben sieben Stars aus verschiedenen südkoreanischen Girlgroups Landwirtschaft in einem kleinen Dorf. Aufgrund des Japan-Debüts von Girls’ Generation verließen Sunny, Yuri zusammen mit Hyun A von 4minute die Sendung.
Des Weiteren moderierte sie die Musikshow The M auf MTV Korea zusammen mit Kim Hyeong-jun von SS501 und Seulong von 2AM. Allerdings verließ sie die Sendung aufgrund ihres engen Terminplans mit Girls’ Generation. Zum letzten Mal moderierte sie The M am 4. April 2010. Im April 2010 wurde auch das Lied „Geudae Inhyeong“ („그대 인형“) für den Soundtrack der TV-Serie Oh! My Lady (오! 마이 레이디) veröffentlicht.
Zusammen mit Hyoyeon und sechs weiteren Popstars ist sie reguläres Mitglied der zweiten Staffel von Invincible Youth. Die Ausstrahlung begann am 11. November 2011. Seit Februar 2012 moderiert sie die Musiksendung Music Island auf SBS MTV.
Vom 28. März bis zum 10. Juni 2012 war sie in der Rolle von „Brenda Strong“ in der Südkoreanischen Version des Musicals  Catch Me If You Can  zu sehen.

### Girls’ Generation
Die südkoreanische Mädchengruppe Girls’ Generation (소녀시대; 少女時代) wurde 2007 von S.M. Entertainment gegründet. Am 2. August 2007 erschien ihre erste Single „Into the New World“. Das erste Album Girls’ Generation war das erste einer Girlgroup seit 2002, das sich in Südkorea über 100.000 Mal verkaufte. An diesen Erfolg konnte die Gruppe mit dem folgenden Album und EPs problemlos anknüpfen.
2009 gelang der Gruppe mit dem Titel „Gee“ ein Riesenerfolg. Mit dem Song stellte die Gruppe einen neuen Rekord in der KBS-Sendung Music Bank auf, indem sie neun aufeinanderfolgende Wochen den ersten Platz erreichten.
Des Weiteren sind Girls’ Generation beliebte Werbeträger und warben unter anderem für Nexon, Nintendo, dem Wasserpark Caribbean Bay, und die Stadt Seoul. Im August 2010 begann die Gruppe damit, ihre musikalischen Aktivitäten nach Japan zu verlagern. Zudem ist die Gruppe seit Ende 2009 auf Asientournee.